# انگورفرنگی سفید

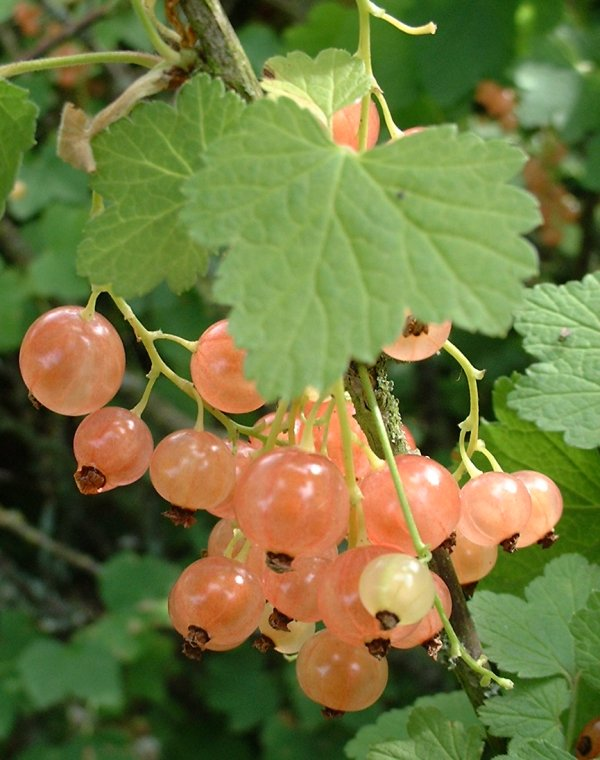

انگورفرنگی سفید اسپورت انگورفرنگی سرخ، از خانوادهٔ انگورفرنگی و بومی اروپا است. این انگورفرنگی بوته‌ای برگریز است که ارتفاع و پهنایش به یک متر می‌رسد و برگهایی شبیه به پنجه و میوه اش به شکل توده‌هایی کروی است که در تابستان قابل خوردن است. انگورفرنگی سفید از نظر طعم و رنگ که سفید مات است با انگورفرنگی سرخ متفاوت می‌باشد.

## کشت
برخلاف خویشاوند نزدیکش انگورفرنگی سیاه انگور فرنگی سرخ و سفید برای تزیین و میوه‌شان کشت می‌شوند.
رقم «انگور سفید» جایزه کیفیت انجمن سلطنتی باغبانی و کشاورزی انگلستان را بدست آورده است. ارقام دیگری با میوه زرد و صورتی وجود دارد که به ترتیب انگورفرنگی زرد و انگورفرنگی صورتی نامیده می شوند.

## استفاده در آشپزی
این انگورفرنگی اندکی از انگورفرنگی سرخ کوچکتر و شیرینتر است. زمانی که داخل مربا یا ژله ریخته می‌شود معمولاً رنگش صورتی است. انگورفرنگی سفید در واقع رقم دارای آلبینیسم انگورفرنگی سرخ است ولی به عنوان یک میوهٔ متفاوت در معرض فروش قرار می‌گیرد. انگورفرنگی سفید در مقایسه باقرینهٔ سرخ اش به ندرت در دستور غذاهای خوش طعم مشخص شده است. آنها اغلب به صورت خام سرو شده و مزهٔ ترش و شیرینی دارد. مربا، ژله، شراب و شربت انگورفرنگی هم تولید می‌شود. بویژه، انگورفرنگی سفید از اجزاء کلاسیک ژلهٔ خیلی تصفیه شده بار-لِ-دیک یا لُراین است، گرچه ژله‌هایی که از انگورفرنگی سرخ درست شده هم یافت می‌شود.
بری‌ها منبع خوبی از ویتامین B1 یا C هستند و آهن، مس و منگنز زیادی دارند.